# Rayman (sorozat)

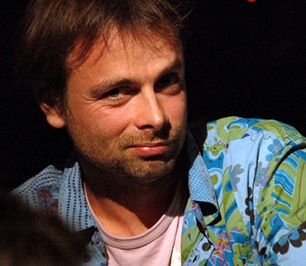
Michel Ancel, a Rayman játékok tervezője

A Rayman egy platformjáték-sorozat, amit a Ubisoft fejleszt és ad ki. A játéksorozat első része a Rayman, ami 1995. szeptember 1-én jelent meg Atari Jaguarra.

## Játékok
| Év   | Cím                                                            | Platform                                                                               |
| ---- | -------------------------------------------------------------- | -------------------------------------------------------------------------------------- |
| 1995 | Rayman                                                         | Atari Jaguar, PS1, Sega Saturn, MS-DOS, GBC, 3DS, DSi, GBA, PSP, PS Vita, iOS, Android |
| 1999 | Rayman 2: The Great Escape                                     | PS1, N64, Dreamcast, PS2, PS Vita, PSP, iOS                                            |
| 2003 | Rayman 3: Hoodlum Havoc                                        | PS2, PS3, Xbox, Xbox 360, GameCube, Windows, Mac OS X, GBA, Wii, N-Gage                |
| 2006 | Rayman Raving Rabbids                                          | Wii, DS, GBA, Windows, Xbox 360, PS2, Mac OS X, Wii U                                  |
| 2011 | Rayman Origins                                                 | Wii, Xbox 360, PS3, PS Vita, 3DS, Windows, Mac, Xbox One                               |
| 2013 | Rayman Legends                                                 | PS3, PS4, Xbox 360, Xbox One, Wii U, Windows, PS Vita                                  |
| 2015 | Rayman Adventures                                              | iOS, Android                                                                           |
| 2017 | Rayman Legends: Definitive Edition                             | Nintendo Switch                                                                        |
| 2023 | Mario + Rabbids Sparks of Hope: Rayman in the Phantom Show DLC | Nintendo Switch                                                                        |